# Serie A 1989-1990 (calcio femminile)
L'edizione 1989-1990 è stata la ventitreesima edizione del campionato italiano di Serie A femminile di calcio.
La Reggiana R. Zambelli ha conquistato lo scudetto per la prima volta nella sua storia. Il titolo di capocannoniere della Serie A è andato a Carolina Morace, calciatrice della succitata squadra, autrice di 38 gol. Sono retrocessi in Serie B il Centomo Verona (successivamente riammesso in Serie A a completamento organico), l'Aurora Mombretto e Il Delfino. Al termine del campionato il Giugliano e il Modena Euromobil hanno rinunciato a iscriversi alla Serie A: di conseguenza il Centomo Verona è stato riammesso in Serie A, mentre al Modena Euromobil fu concesso di ripartire dal campionato di Serie C regionale.

## Stagione

### Novità
Al termine della stagione 1988-1989 l'Ascoli e il Gravina Catania sono stati retrocessi in Serie B. Il Trani 80 si era ritirato dal campionato a calendario già compilato. Al loro posto sono stati promossi l'Aurora Mombretto, Il Delfino e la Turris, vincitori dei tre gironi della Serie B 1988-1989.
Al termine del campionato il Napoli e la Juve Siderno hanno rinunciato a iscriversi alla Serie A. Di conseguenza, il Pordenone e il Monteforte Irpino sono stati ripescati.

### Formato
Le 16 squadre partecipanti si affrontano in un girone all'italiana con partite di andata e ritorno per un totale di 30 giornate. Le ultime tre classificate retrocedono in Serie B.

## Squadre partecipanti
| Club                 | Città                      | Stagione precedente   |
| -------------------- | -------------------------- | --------------------- |
| Aurora Mombretto     | Mombretto di Mediglia (BG) | 1º posto in Serie B/A |
| Carrara              | Carrara                    | 13º posto in Serie A  |
| Centomo Verona       | Verona                     | 12º posto in Serie A  |
| Endas Azzurra Turris | Torre del Greco (NA)       | 1º posto in Serie B/C |
| Pordenone Friulvini  | Pordenone                  | 2º posto in Serie B/A |
| Giugliano            | Giugliano in Campania (NA) | Campione d'Italia     |
| Il Delfino           | Cagliari                   | 1º posto in Serie B/B |
| Lazio CF             | Roma                       | 4º posto in Serie A   |
| Mamanoel Fiammamonza | Monza (MI)                 | 10º posto in Serie A  |
| Milan 82             | Milano                     | 8º posto in Serie A   |
| Modena Euromobil     | Modena                     | 9º posto in Serie A   |
| Monteforte Irpino    | Monteforte Irpino (AV)     | 2º posto in Serie B/C |
| Oltrarno Firenze     | Firenze                    | 7º posto in Serie A   |
| Prato                | Prato (FI)                 | 3º posto in Serie A   |
| Reggiana R. Zambelli | Reggio Emilia              | 2º posto in Serie A   |
| Torino               | Venaria Reale (TO)         | 5º posto in Serie A   |

## Classifica finale
|  | Pos. | Squadra              | Pt | G  | V  | N  | P  | GF  | GS  | DR  |
|  | ---- | -------------------- | -- | -- | -- | -- | -- | --- | --- | --- |
|  | 1.   | Reggiana R. Zambelli | 56 | 30 | 26 | 4  | 0  | 108 | 20  | +88 |
|  | 2.   | Giugliano            | 46 | 30 | 19 | 8  | 3  | 47  | 15  | +32 |
|  | 3.   | Lazio CF             | 42 | 30 | 18 | 6  | 6  | 42  | 15  | +27 |
|  | 4.   | Milan 82             | 41 | 30 | 17 | 7  | 6  | 60  | 29  | +31 |
|  | 5.   | Prato                | 35 | 30 | 14 | 7  | 9  | 52  | 30  | +22 |
|  | 6.   | Modena Euromobil     | 35 | 30 | 12 | 11 | 7  | 43  | 33  | +10 |
|  | 7.   | Mamanoel Fiammamonza | 31 | 30 | 10 | 11 | 9  | 38  | 26  | +8  |
|  | 8.   | Monteforte Irpino    | 30 | 30 | 8  | 14 | 8  | 26  | 22  | +4  |
|  | 9.   | Oltrarno Firenze     | 30 | 30 | 11 | 8  | 11 | 44  | 43  | +1  |
|  | 10.  | Pordenone Friulvini  | 28 | 30 | 8  | 12 | 10 | 25  | 32  | -7  |
|  | 11.  | Endas Azzurra Turris | 24 | 30 | 9  | 6  | 15 | 25  | 54  | -29 |
|  | 12.  | Torino               | 23 | 30 | 8  | 7  | 15 | 30  | 45  | -15 |
|  | 13.  | Carrara              | 23 | 30 | 7  | 9  | 14 | 28  | 44  | -16 |
|  | 14.  | Centomo Verona       | 21 | 30 | 5  | 11 | 14 | 18  | 36  | -18 |
|  | 15.  | Aurora Mombretto     | 11 | 30 | 3  | 5  | 22 | 23  | 72  | -49 |
|  | 16.  | Il Delfino           | 4  | 30 | 0  | 4  | 26 | 12  | 105 | -93 |

Legenda:
      Campione d'Italia
      Retrocesse in Serie B 1990-1991
Note:
Due punti a vittoria, uno a pareggio, zero a sconfitta.
Il Giugliano e il Modena Euromobil hanno successivamente rinunciato a iscriversi alla Serie A.
Il Centomo Verona è stato successivamente riammesso in Serie A a completamento organico 1990-1991.

## Risultati

### Calendario
| andata      | 1ª giornata                          | ritorno     |
| 23 set 1989 |                                      | 20 gen 1990 |
| 0-1         | Verona-Turris                        | 1-1         |
| 1-1         | Firenze-Monteforte                   | 0-0         |
| 2-0         | Giugliano-Carrara                    | 1-0         |
| 0-4         | Il Delfino Cagliari-Aurora Mombretto | 0-3         |
| 1-0         | Lazio-Fiammamonza                    | 0-0         |
| 0-0         | Milan 82-Prato                       | 2-1         |
| 1-1         | Pordenone-Modena                     | 0-3         |
| 3-1         | Reggiana-Torino                      | 2-0         |

| andata      | 4ª giornata                    | ritorno     |
| 14 ott 1989 |                                | 17 feb 1990 |
| 3-5         | Aurora Mombretto-Milan 82      | 0-4         |
| 1-2         | Carrara-Firenze                | 2-1         |
| 0-1         | Turris-Torino                  | 1-1         |
| 1-2         | Fiammamonza-Verona             | 0-0         |
| 0-5         | Modena-Lazio                   | 1-3         |
| 6-0         | Monteforte-Il Delfino Cagliari | 1-0         |
| 0-1         | Pordenone-Giugliano            | 0-0         |
| 2-3         | Prato-Reggiana                 | 2-4         |

| andata     | 7ª giornata                | ritorno     |
| 4 nov 1989 |                            | 10 mar 1990 |
| 2-2        | Carrara-Pordenone          | 1-1         |
| 0-0        | Verona-Firenze             | 0-2         |
| 1-0        | Turris-Aurora Mombretto    | 1-0         |
| 1-1        | Milan 82-Modena            | 3-0         |
| 1-1        | Monteforte-Fiammamonza     | 0-0         |
| 1-1        | Prato-Giugliano            | 0-1         |
| 2-0        | Reggiana-Lazio             | 3-0         |
| 6-0        | Torino-Il Delfino Cagliari | 1-0         |

| andata      | 10ª giornata                | ritorno     |
| 25 nov 1989 |                             | 31 mar 1990 |
| 1-1         | Aurora Mombretto-Monteforte | 0-3         |
| 1-6         | Firenze-Reggiana            | 0-4         |
| 2-1         | Giugliano-Turris            | 1-1         |
| 1-1         | Il Delfino Cagliari-Carrara | 0-2         |
| 0-0         | Lazio-Verona                | 1-0         |
| 2-2         | Milan 82-Torino             | 2-1         |
| 2-0         | Modena-Fiammamonza          | 2-0         |
| 0-0         | Pordenone-Prato             | 0-1         |

| andata      | 13ª giornata               | ritorno    |
| 31 dic 1989 |                            | 5 mag 1990 |
| 1-2         | Carrara-Torino             | 0-0        |
| 1-1         | Verona-Monteforte          | 0-2        |
| 2-3         | Fiammamonza-Prato          | 1-0        |
| 8-0         | Firenze-Aurora Mombretto   | 0-2        |
| 4-0         | Giugliano-Milan 82         | 2-0        |
| 3-0         | Lazio-Turris               | 1-0        |
| 4-1         | Modena-Il Delfino Cagliari | 1-1        |
| 2-5         | Pordenone-Reggiana         | 1-5        |

| andata      | 2ª giornata               | ritorno     |
| 30 set 1989 |                           | 27 gen 1990 |
| 0-1         | Aurora Mombretto-Verona   | 1-4         |
| 0-2         | Carrara-Milan 82          | 1-6         |
| 1-3         | Turris-Reggiana           | 0-8         |
| 1-0         | Fiammamonza-Pordenone     | 0-1         |
| 3-0         | Modena-Firenze            | 0-1         |
| 0-0         | Monteforte-Lazio          | 0-0         |
| 4-0         | Prato-Il Delfino Cagliari | 4-2         |
| 0-4         | Torino-Giugliano          | 0-4         |

| andata      | 5ª giornata                  | ritorno     |
| 21 ott 1989 |                              | 24 feb 1990 |
| 0-1         | Carrara-Fiammamonza          | 0-3         |
| 0-0         | Verona-Modena                | 1-1         |
| 0-8         | Turris-Prato                 | 2-1         |
| 0-0         | Firenze-Giugliano            | 0-1         |
| 2-0         | Lazio-Pordenone              | 0-0         |
| 6-0         | Milan 82-Il Delfino Cagliari | 2-0         |
| 8-0         | Reggiana-Aurora Mombretto    | 5-0         |
| 0-2         | Torino-Monteforte            | 0-1         |

| andata      | 8ª giornata                | ritorno     |
| 11 nov 1989 |                            | 17 mar 1990 |
| 0-2         | Aurora Mombretto-Prato     | 1-4         |
| 0-0         | Firenze-Fiammamonza        | 1-1         |
| 1-0         | Giugliano-Verona           | 1-1         |
| 0-1         | Il Delfino Cagliari-Turris | 0-2         |
| 3-2         | Lazio-Carrara              | 1-1         |
| 1-2         | Milan 82-Reggiana          | 2-2         |
| 1-0         | Modena-Torino              | 3-1         |
| 1-0         | Pordenone-Monteforte       | 0-0         |

| andata     | 11ª giornata                  | ritorno     |
| 9 dic 1989 |                               | 14 apr 1990 |
| 2-2        | Carrara-Turris                | 1-0         |
| 2-1        | Verona-Torino                 | 2-3         |
| 3-0        | Fiammamonza-Aurora Mombretto  | 3-1         |
| 2-4        | Firenze-Milan 82              | 3-1         |
| 1-0        | Giugliano-Lazio               | 0-3         |
| 1-3        | Modena-Reggiana               | 1-1         |
| 0-1        | Monteforte-Prato              | 0-0         |
| 2-1        | Pordenone-Il Delfino Cagliari | 2-0         |

| andata     | 14ª giornata                | ritorno     |
| 6 gen 1990 |                             | 12 mag 1989 |
| 0-1        | Aurora Mombretto-Pordenone  | 1-1         |
| 2-4        | Turris-Modena               | 0-2         |
| 1-3        | Il Delfino Cagliari-Firenze | 2-4         |
| 0-1        | Milan 82-Lazio              | 0-1         |
| 0-1        | Monteforte-Giugliano        | 1-1         |
| 4-1        | Prato-Carrara               | 1-2         |
| 4-0        | Reggiana-Verona             | 4-1         |
| 1-4        | Torino-Fiammamonza          | 0-0         |

| andata     | 3ª giornata                     | ritorno    |
| 7 ott 1989 |                                 | 3 feb 1990 |
| 0-1        | Verona-Carrara                  | 0-1        |
| 3-1        | Firenze-Pordenone               | 1-1        |
| 2-1        | Giugliano-Modena                | 1-1        |
| 1-1        | Il Delfino Cagliari-Fiammamonza | 0-9        |
| 2-1        | Lazio-Aurora Mombretto          | 1-0        |
| 5-0        | Milan 82-Turris                 | 1-0        |
| 2-0        | Reggiana-Monteforte             | 1-0        |
| 0-3        | Torino-Prato                    | 0-0        |

| andata      | 6ª giornata               | ritorno    |
| 28 ott 1989 |                           | 3 mar 1990 |
| 0-2         | Aurora Mombretto-Torino   | 0-2        |
| 2-2         | Fiammamonza-Milan 82      | 0-1        |
| 0-0         | Giugliano-Reggiana        | 0-3        |
| 0-4         | Il Delfino Cagliari-Lazio | 0-5        |
| 1-0         | Modena-Carrara            | 0-0        |
| 1-1         | Monteforte-Turris         | 1-3        |
| 0-0         | Pordenone-Verona          | 3-0        |
| 1-0         | Prato-Firenze             | 2-3        |

| andata      | 9ª giornata                  | ritorno     |
| 18 nov 1989 |                              | 24 mar 1990 |
| 2-2         | Carrara-Aurora Mombretto     | 1-0         |
| 0-2         | Verona-Milan 82              | 0-1         |
| 1-0         | Turris-Pordenone             | 0-2         |
| 1-0         | Fiammamonza-Giugliano        | 0-3         |
| 1-0         | Monteforte-Modena            | 0-2         |
| 1-0         | Prato-Lazio                  | 1-0         |
| 11-0        | Reggiana-Il Delfino Cagliari | 7-1         |
| 1-1         | Torino-Firenze               | 3-2         |

| andata      | 12ª giornata                  | ritorno     |
| 16 dic 1989 |                               | 21 apr 1990 |
| 1-1         | Aurora Mombretto-Modena       | 1-1         |
| 0-2         | Turris-Fiammamonza            | 0-0         |
| 0-5         | Il Delfino Cagliari-Giugliano | 0-2         |
| 0-1         | Lazio-Firenze                 | 2-1         |
| 3-0         | Milan 82-Monteforte           | 0-0         |
| 2-0         | Prato-Verona                  | 0-0         |
| 1-0         | Reggiana-Carrara              | 2-1         |
| 0-1         | Torino-Pordenone              | 1-1         |

| andata      | 15ª giornata               | ritorno     |
| 13 gen 1990 |                            | 19 mag 1990 |
| 1-1         | Carrara-Monteforte         | 1-2         |
| 0-0         | Verona-Il Delfino Cagliari | 2-1         |
| 1-1         | Fiammamonza-Reggiana       | 1-3         |
| 2-1         | Firenze-Turris             | 1-2         |
| 2-0         | Giugliano-Aurora Mombretto | 3-1         |
| 2-0         | Lazio-Torino               | 1-0         |
| 3-1         | Modena-Prato               | 2-2         |
| 1-2         | Pordenone-Milan 82         | 0-0         |

## Verdetti finali
- La Reggiana Refrattari Zambelli è Campione d'Italia 1989-1990.
- Centomo Verona (successivamente riammesso), Aurora Mombretto e Il Delfino retrocedono in Serie B.